# Tadeusz Golejewski
Tadeusz Golejewski herbu Kościesza (1798–1855) – polski hrabia, powstaniec listopadowy, właściciel ziemski.

## Życiorys
Urodził się w 1798 roku. Wywodził się z rodu hrabiowskiego Golejewskich herbu Kościesza. Rodzina Golejewskich pierwotnie pochodziła z ziemi mazowieckiej z Golejowa w powiecie bielskim. Jedna z linii rodu 8 lutego 1783 roku w Wiedniu otrzymała tytuł hrabiów galicyjskich z dodatkiem herbowym. Był synem Samuela Golejewskiego (właściciel dóbr Krzywcze wraz z miejscowościami Babińce, Filipcze, Chudiowce w obwodzie czortkowskim, Świerzkowce w powiecie kamienieckim, a od 1823 roku Chlebowa w powiecie tarnopolskim oraz członek Stanów Galicyjskich z grona magnatów w 1817 roku) i Wiktorii z domu Matuszewicz herbu Łabędź (chorążanka mińska). Jej rodzice byli właścicielami dóbr Krzywcze, Sapohów, Chlebów. Miał braci Samuela (powstaniec listopadowy, zm. 1846 lub 1848 roku), Jana Beatryka Antoniego (1798–1862, właściciel dóbr Krzywcze, członek Stanów Galicyjskich z 1838 roku, teść Szczęsnego Koziebrodzkiego) oraz siostrę Marię (ur. 1804 lub 1805, zm. 1893, żona sąsiedniego właściciela ziemskiego Cyryla Czarkowskiego). 
Uczestniczył w powstaniu listopadowym jako oficer. Służył w pułku strzelców konnych w korpusie gen. Józefa Dwernickiego. Brał udział we wszystkich bitwach swojej jednostki, odznaczając się walecznością. W bitwie pod Boremlem odniósł ciężkie rany (19 kwietnia 1831 roku). Po przejściu wojsk generała na obszar Galicji powrócił do rodzinnego majątku.
Został właścicielem ziemskim. Do końca życia był kawalerem. Według jednej wersji zmarł w 1855 roku i został pochowany w Sapohowie, a według innej w 1870 roku i spoczął w Krzywczach. Tam został pochowany. Rodzina Golejewskich wygasła po mieczu 28 października 1893 roku.